# Haematopota fiadeiroi
Haematopota fiadeiroi är en tvåvingeart som beskrevs av Travassos Dias 1964. Haematopota fiadeiroi ingår i släktet Haematopota och familjen bromsar.
Artens utbredningsområde är Angola. Inga underarter finns listade i Catalogue of Life.